# Pugilato ai Giochi della XVI Olimpiade - Pesi medi
La competizione della categoria pesi medi (fino a 75 kg) di pugilato ai Giochi della XVI Olimpiade si è svolta dal 26 novembre al 1º dicembre 1956 al West Melbourne Stadium di Melbourne.

## Classifica finale
| Pos.    | Atleta              | Nazione          |
| ------- | ------------------- | ---------------- |
| Oro     | Gennadij Šatkov     | Unione Sovietica |
| Argento | Ramón Tapia         | Cile             |
| Bronzo  | Víctor Zalazar      | Argentina        |
| Bronzo  | Gilbert Chapron     | Francia          |
| 5       | Roger Rouse         | Stati Uniti      |
| 5       | Giulio Rinaldi      | Italia           |
| 5       | Dieter Wemhöner     | Germania         |
| 5       | Július Torma        | Cecoslovacchia   |
| 9       | Jens Andersen       | Danimarca        |
| 9       | Ralph Hosack        | Canada           |
| 9       | Ron Redrup          | Gran Bretagna    |
| 9       | Stig Sjölin         | Svezia           |
| 9       | Howard Richter      | Australia        |
| 9       | Zbigniew Piórkowski | Polonia          |

### Risultati
|  | Primo Turno 23 novembre | Primo Turno 23 novembre | Primo Turno 23 novembre |  |  | Quarti di Finale 28 novembre | Quarti di Finale 28 novembre | Quarti di Finale 28 novembre |         |                 | Semifinale 30 novembre | Semifinale 30 novembre | Semifinale 30 novembre |  |  | Finale 1º dicembre | Finale 1º dicembre | Finale 1º dicembre |
|  |                         |                         |                         |  |  |                              |                              |                              |         |                 |                        |                        |                        |  |  |                    |                    |                    |
|  | Gennadij Šatkov         | Gennadij Šatkov         | P                       |  |  |                              |                              |                              |         |                 |                        |                        |                        |  |  |                    |                    |                    |
|  | Ralph Hosack            | Ralph Hosack            |                         |  |  | Gennadij Šatkov              | Gennadij Šatkov              | FF                           |         |                 |                        |                        |                        |  |  |                    |                    |                    |
|  | Giulio Rinaldi          | Giulio Rinaldi          | P                       |  |  | Giulio Rinaldi               | Giulio Rinaldi               |                              |         |                 |                        |                        |                        |  |  |                    |                    |                    |
|  | Jens Andersen           | Jens Andersen           |                         |  |  |                              |                              |                              |         | Gennadij Šatkov | Gennadij Šatkov        | KO2                    |                        |  |  |                    |                    |                    |
|  | Víctor Zalazar          | Víctor Zalazar          | P                       |  |  |                              | Víctor Zalazar               | Víctor Zalazar               | Bronzo  |                 |                        |                        |                        |  |  |                    |                    |                    |
|  | Stig Sjölin             | Stig Sjölin             |                         |  |  | Víctor Zalazar               | Víctor Zalazar               | P                            |         |                 |                        |                        |                        |  |  |                    |                    |                    |
|  | Dieter Wemhöner         | Dieter Wemhöner         | P                       |  |  | Dieter Wemhöner              | Dieter Wemhöner              |                              |         |                 |                        |                        |                        |  |  |                    |                    |                    |
|  | Ron Redrup              | Ron Redrup              |                         |  |  |                              |                              |                              |         |                 | Gennadij Šatkov        | Gennadij Šatkov        | KO1                    |  |  |                    |                    |                    |
|  | Ramón Tapia             | Ramón Tapia             | KO1                     |  |  |                              | Ramón Tapia                  | Ramón Tapia                  | Argento |                 |                        |                        |                        |  |  |                    |                    |                    |
|  | Zbigniew Piórkowski     | Zbigniew Piórkowski     |                         |  |  | Ramón Tapia                  | Ramón Tapia                  | KO2                          |         |                 |                        |                        |                        |  |  |                    |                    |                    |
|  | Július Torma            | Július Torma            | P                       |  |  | Július Torma                 | Július Torma                 |                              |         |                 |                        |                        |                        |  |  |                    |                    |                    |
|  | Howard Richter          | Howard Richter          |                         |  |  |                              |                              |                              |         | Ramón Tapia     | Ramón Tapia            | P                      |                        |  |  |                    |                    |                    |
|  |                         |                         |                         |  |  |                              | Gilbert Chapron              | Gilbert Chapron              | Bronzo  |                 |                        |                        |                        |  |  |                    |                    |                    |
|  |                         |                         |                         |  |  | Gilbert Chapron              | Gilbert Chapron              | P                            |         |                 |                        |                        |                        |  |  |                    |                    |                    |
|  |                         |                         |                         |  |  | Roger Rouse                  |                              |                              |         |                 |                        |                        |                        |  |  |                    |                    |                    |
|  |                         |                         |                         |  |  |                              |                              |                              |         |                 |                        |                        |                        |  |  |                    |                    |                    |